# Нидерландское энтомологическое общество
Нидерландское энтомологическое общество (нидерл. Nederlandse Entomologische Vereniging, NEV) —  общественная организация, объединяющая энтомологов — специалистов по насекомым Нидерландов. NEV одно из старейших научных биологических обществ Европы. Основано в 1845 году.

## История
Основано в 1845 году. Со времени своего основания общество было единственным объединением энтомологов в Голландии и стимулировало кооперацию профессиональных учёных и любителей в изучении насекомых. 
Ежегодно проводятся 4 собрания членов общества: весной (Annual General Meeting, избрание новых членов, отчёт и переизбрание руководства), летом (Summer Meeting с экскурсиями на природу), осенью и зимой.
Основные секции общества: «Section for Experimental and Applied Entomology», «Microlepidoptera», «Macrolepidoptera», «Coleoptera», «Diptera», «Hymenoptera» и отдельно «Ants» (муравьи).
Объединяет около 600 членов.

## Библиотека
Библиотека общества является одним из крупнейших в Европе и мире собраний энтомологической литературы. В ней более 2 км полок, на которых хранится  21 000 книг, 4400 журналов и 100 000 репринтов. Библиотека находится в Амстердаме (Dept. of Entomology at the Institute of Taxonomic Zoology of the University of Amsterdam).  Члены общества могут пользоваться ею бесплатно. Каталог библиотеки доступен в интернете.

## Журналы
Общество издаёт несколько научных журналов.
- Tijdschrift voor Entomologie (1857), полные тексты за 1857 - 1923 годы бесплатно в on-line. [3][4]
- Entomologische Berichten
- Entomologia Experimentalis et Applicata[5]